# Alda Balestra
Alda Balestra (Trieste, 14 agosto 1954) è un'ex modella italiana eletta Miss Italia 1970.

## Biografia
Fu eletta nel 1970 Miss Italia a Salsomaggiore Terme. Per alcuni anni fu la fotomodella più pagata d'Italia.
Ha collaborato a numerosi film sulla moda, dopo una carriera come modella negli Stati Uniti d'America.